# Delaware (Oklahoma)
Delaware és una població dels Estats Units a l'estat d'Oklahoma. Segons el cens del 2000 tenia 456 habitants.

## Demografia
Segons el cens del 2000, Delaware tenia 456 habitants, 171 habitatges, i 129 famílies. La densitat de població era de 463,3 habitants per km².
Dels 171 habitatges en un 36,8% hi vivien nens de menys de 18 anys, en un 60,2% hi vivien parelles casades, en un 9,9% dones solteres, i en un 24% no eren unitats familiars. En el 20,5% dels habitatges hi vivien persones soles el 9,9% de les quals corresponia a persones de 65 anys o més que vivien soles. El nombre mitjà de persones vivint en cada habitatge era de 2,67 i el nombre mitjà de persones que vivien en cada família era de 3,05.
Per edats la població es repartia de la següent manera: un 28,1% tenia menys de 18 anys, un 11% entre 18 i 24, un 27,9% entre 25 i 44, un 20,6% de 45 a 60 i un 12,5% 65 anys o més.
L'edat mediana era de 36 anys. Per cada 100 dones de 18 o més anys hi havia 97,6 homes.
La renda mediana per habitatge era de 28.167 $ i la renda mediana per família de 31.071 $. Els homes tenien una renda mediana de 27.917 $ mentre que les dones 18.125 $. La renda per capita de la població era d'11.099 $. Entorn del 9,7% de les famílies i el 18,5% de la població estaven per davall del llindar de pobresa.

## Poblacions més properes
El següent diagrama mostra les poblacions més properes.